# Chartered Financial Analyst
Chartered Financial Analyst (CFA) este un atestat dedicat analiștilor financiari, recunoscut în întreaga lume.
Cerut de angajatorii de top în domeniul financiar, programul constă în trei examene în urma cărora se obține titlul CFA.
Calificarea CFA este administrată de CFA Institute (USA), care are 135 de societăți membre.
CFA România este asociația profesioniștilor în investiții din România deținători ai titlului Chartered Financial Analyst (CFA).